# Ormerfjorden
Ormerfjorden (også skrevet Ormefjorden) er en fjord i Porsgrunn kommune i Vestfold og Telemark fylke i Norge. Den er cirka fire kilometer lang, og står i forbindelse med Eidangerfjorden via Ulesund og Løvøysundet.
Største ø i fjorden er Løvøya, som er skilt fra Sandøya af det smalle Løvøysundet.